# Nykiel
Nykiel – wieś w Polsce położona w województwie wielkopolskim, w powiecie konińskim, w gminie Wierzbinek, na prawym brzegu Noteci. Częścią integralną wsi jest miejscowość Pogorzała.
W latach 1975–1998 miejscowość administracyjnie należała do województwa konińskiego. W roku 2011 liczyła (jako miejscowość statystyczna wraz ze wsiami Ciepłowo i Teodorowo) 266 mieszkańców, w tym 131 kobiet i 135 mężczyzn. Przez miejscowość przebiega nitka rurociągu „Przyjaźń”.